# Do ślubu trzeba dwojga
Do ślubu trzeba dwojga (niem. Nur Anfänger heiraten) – niemiecki film komediowy z 2003 roku

## Obsada
- Milan Šteindler - Paval
- Muriel Baumeister - Nina
- Benjamin Sadler - Hannes
- Ruth Glöß - Babcia
- Michael Sideris - Florian
- Anja Franke - Beate
- Silvina Buchbauer - Karin
- Murali Perumal - Ishan
- Heinrich Schmieder - Tom